# Lyria (Indolyria) delessertiana
Lyria (Indolyria) delessertiana is een slakkensoort uit de familie van de Volutidae. De wetenschappelijke naam van de soort is voor het eerst geldig gepubliceerd in 1842 door Petit de la Saussaye.